# Anna di San Bartolomeo
Anna di San Bartolomeo, al secolo Anna Garcia (Almendral, 1º ottobre 1549 – Anversa, 7 giugno 1626), è stata una mistica e religiosa spagnola, appartenente all'ordine delle carmelitane scalze. È venerata come beata dalla Chiesa cattolica.

## Biografia

### Infanzia
Anna Garcìa nacque ad Almendral, nel centro storico della vecchia Castiglia, sesta dei sette figli di Ferdinando Garcìa e Maria Mancanas. Crebbe sana e forte, in una famiglia benestante e in un ambiente contadino che le consentirono una fanciullezza serena. Era una ragazzina affettuosissima, spontanea, pronta al gioco come al servizio e molto religiosa.
Era molto affezionata a Gesù, sperava di essere osservata da Lui e accontentarlo in tutto.
In chiesa osservava le pitture che riproducevano la Passione del Signore e desiderava associarsi a Gesù sofferente e, a questo scopo, percorreva a piedi nudi la strada sassosa, regalava ai poveri i propri indumenti e nascondeva il suo pasto per donarlo agli accattoni.
A 10 anni i suoi genitori morirono, e i fratelli maggiori, divenuti suoi tutori, le avevano affidato il compito di far pascolare il gregge. In quel periodo di solitudine e silenzio maturò in lei la vocazione.
Divenuta ragazza, i fratelli le proposero il matrimonio con un lontano parente, ricorrendo a lusinghe e minacce di fronte al suo deciso rifiuto. La ragazza pregava, digiunava e faceva penitenza, e si confidò col parroco del villaggio, che la indirizzò al monastero fondato da poco in Avila.

### Incontro con Santa Teresa d'Ávila
Il 2 novembre 1570 entrò nel monastero delle Carmelitane Scalze di Avila, fondato da Teresa d'Avila. All'inizio fu prima conversa della Riforma Teresiana, poi il 15 agosto 1572 fece la professione dei voti di obbedienza, castità e povertà, assumendo il nome di Suor Anna di San Bartolomeo. Conobbe Teresa nel 1571 ad Ávila; la Santa ne apprezzò l'aspetto florido, la praticità, franchezza e semplicità; nel 1577 si ammalò di tisi, insieme ad altre suore, e, una volta guarita, ricevette da Teresa l'incarico di curarle e fu nominata da essa Priora delle inferme.

### Incarichi e beatificazione
Dal 1577 suor Anna seguì Teresa e le fece anche da segretaria, scrivendo le lettere che la Madre le dettava, dopo aver da lei imparato a scrivere in modo così rapido da essere ritenuto prodigioso. Dopo la morte di Teresa, suor Anna fece dei viaggi a Madrid, ad Ocana e, nel 1604, in Francia, insieme ad altre religiose a portare il Carmelo Teresiano. Il 15 ottobre a Parigi, da conversa divenne corista e fu nominata fondatrice e priora prima del monastero di Pontoise e poi di quelli di Parigi e di Tours. Ebbe alcune divergenze, poi chiarite, con altri ecclesiastici, fra i quali il cardinale Pierre de Bérulle, perché non ammetteva modifiche allo stile di vita religiosa voluta da santa Teresa. Nel 1611 giunse al monastero di Mons, poi ebbe la reggenza del monastero di Anversa. Scrisse per obbedienza l'Autobiografia.
Morì all'età di settantasei anni e fu beatificata da papa Benedetto XV il 6 maggio 1917.